# Psyllaephagus xuthus
Psyllaephagus xuthus is een vliesvleugelig insect uit de familie Encyrtidae. De wetenschappelijke naam is voor het eerst geldig gepubliceerd in 1839 door Walker.